# Voguéo

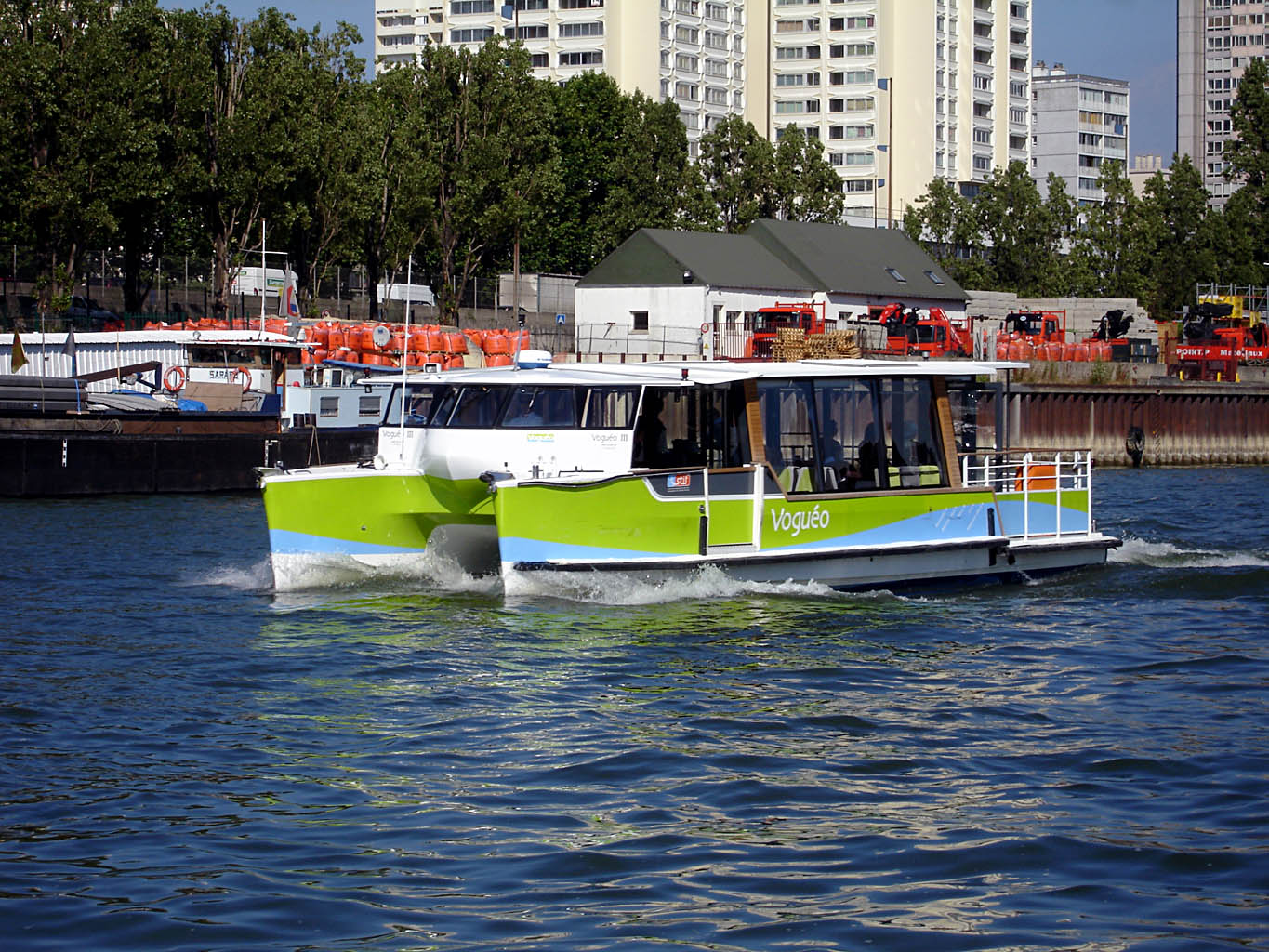
Jedna z lodí Voguéo

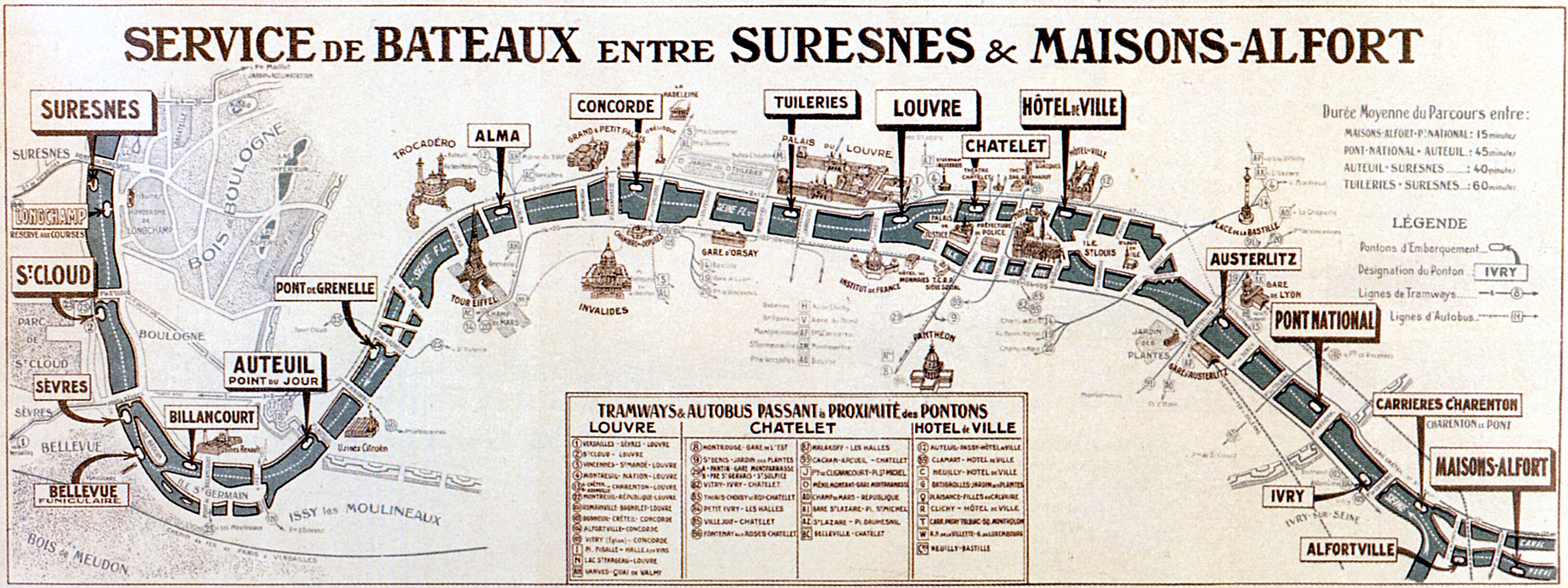
Plánek původní tratě kolem roku 1900

Voguéo je název říční dopravní linky, která je součástí městské hromadné dopravy v Paříži. Linka byla zprovozněna v roce 2008 a jezdí po Seině a Marně mezi Paříží a jejím předměstím Maisons-Alfort ležícím jihovýchodně. Linka byla otevřena 28. června 2008, má pět zastávek a celková doba jízdy činí asi 35 minut. Na lince jsou nasazeny čtyři lodě. Tento projekt si klade za cíl obnovit říční osobní dopravu v Paříži.
Od poloviny 19. století do roku 1934 existovala obdobná říční linka na Seině, tehdy ale lodě pluly z Maisons-Alfort přes celou Paříž až k předměstí Suresnes na západě. Po jejím zrušení se na mnoho desetiletí osobní doprava v Paříži omezila pouze na výletní lodě.
Až v červenci 2007 proběhly první testovací jízdy a o necelý rok později byla linka otevřena pro veřejnost. Na rozdíl od stávajících turistických lodních linek na Seině se tato nová linka orientuje na běžné každodenní pasažéry. Jízdné proto odpovídá běžnému tarifu MHD v zónách Île-de-France a je možné při jízdách použít síťovou jízdenku Carte Orange, případně si koupit jízdenku na jednotlivou jízdu přímo na lodi.
Až do konce roku 2010 probíhá testovací období, kdy jsou každý měsíc sledovány údaje o přesnosti spojů, počtu pasažérů a jejich spokojenost a jsou přijímány návrhy na zlepšení. Po jejich vyhodnocení se rozhodne, zdali má být dráha prodloužena dál západním směrem.

## Seznam zastávek
- Gare d'Austerlitz (přestup na linky metra 5 a 10, linku RER C a vlaky)
- Parc de Bercy - na pravém břehu
- Bibliothèque F. Mitterrand - na levém břehu (přestup na linku metra 14 a linku RER C)
- Ivry Pont Mandela
- École vétérinaire de Maisons-Alfort (přestup na linku metra 8)

Plánek současné linky